# Yumiko Igarashi
Yumiko Igarashi (いがらし ゆみこ Igarashi Yumiko?, nacida el 26 de agosto de 1950 en Asahikawa, Hokkaidō) es una artista de manga japonesa. Ilustró la serie Candy Candy.

## Carrera

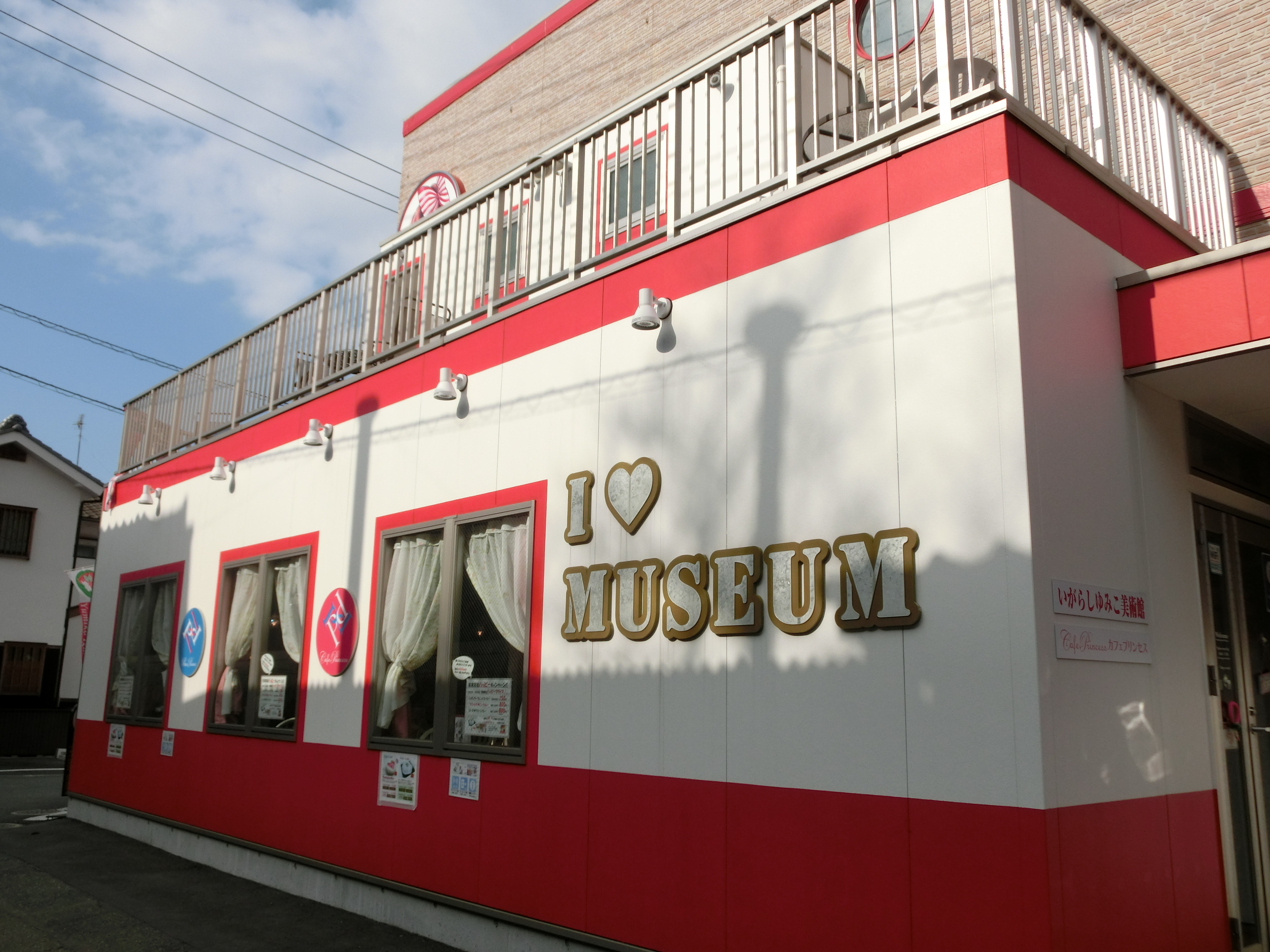
Imagen del Museo de Yumiko Igarashi ubicado en Kurashiki

En 1968, como estudiante de tercer año de secundaria en la escuela secundaria Asahi Gaoka en Sapporo, Hokkaidō, Igarashi hizo su debut en la revista de manga Ribon de Shueisha con Shiroi Same no iru Shima. Ganó el  premio Kodansha Manga en 1977 como dibujante del manga Candy Candy..
A finales de la década de 1990, Igarashi se involucró en una serie de batallas legales relacionadas con sus derechos de propiedad intelectual como ilustradora. Igarashi afirmó que en las series para las que ella fue la ilustradora, ella debería tener los derechos de propiedad intelectual exclusivos sobre las representaciones de los personajes y no necesitar el consentimiento de sus autores para otorgar licencias de mercadería en función de sus imágenes. En una disputa sobre los diseños de personajes de Candy Candy en 1999, el tribunal falló en contra de Igarashi, afirmando que tanto ella como la escritora Kyoko Mizuki tenían los mismos derechos sobre los personajes y otorgados Mizuki las reparaciones iguales a 3% derechos encima todo el merchandise que había sido creado sin su consentimiento. y otorgó a Mizuki reparaciones equivalentes al 3% de regalías sobre todas las mercancías que habían sido creadas sin su consentimiento. Esta batalla legal paralizó la franquicia durante varios años, interfiriendo con la producción de Toei de un anime de Candy Candy y dificultando la creación de nuevos productos debido a la orden de la corte de que todos los productos fueran aprobados tanto por Igarashi como por Mizuki, pero un lote de productos nuevos. fue elaborado en 2004, sugiriendo que se había llegado a algún acuerdo.
Entre  2011 y 2014 publicó el manga Bara no Josephine, sobre la vida de la emperatriz francesa Josefina de Beauharnais y que fue compilado en cuatro volúmenes, en 2021 comenzó a publicarse en español por Arechi Manga, bajo el nombre de Josefina, la emperatriz de las rosas.
En la ciudad de Kurashiki, Prefectura de Okayama, existe un museo dedicado a la obra de la artista, con una exhibición de ilustraciones de la artista y la oportunidad de utilizar disfraces de princesas creadas en sus obras.

## Vida personal
Igarashi es residente de Sapporo, Hokkaido. Su prima Satsuki Igarashi es una de las cuatro mangakas femeninas que forman el grupo CLAMP.
Igarashi se casó con el actor de voz Kazuhiko Inoue y luego se divorciaron. Tienen un hijo llamado Keiichi Igarashi (nacido en 1981), conocido profesionalmente como Nanami Igarashi, quien es un ex aprendiz de idols en Johnny & Associates y luego publicó un ensayo cómico sobre sus experiencias como otokonoko.

## Trabajos
- 1968 - Shiroi Same no iru Shima (debut).
- 1975 - Candy Candy (historia por Kyoko Mizuki)
- 1979 - Mayme Angel (historia y arte por Igarashi)
- 1982 - Koronde Pokkle (historia y arte por Igarashi)
- 1982 - Georgie! (Historia por Mann Izawa)
- 1986 - Parosu no Ken (historia por Kaoru Kurimoto)
- 1993—1994 - Muka Muka Paradise (historia por Fumiko Shiba)
- 1997 - Ana la de Tejas Verdes (historia y arte por Igarashi, adaptados de la novela Lucy Maud Montgomery)
- 1998 - Ana , la de Avonlea (historia y arte por Igarashi, adaptados de la novela de Lucy Maud Montgomery)
- 1998 - Ana, la de la Isla (historia y arte por Igarashi, adaptados de la novela de Lucy Maud Montgomery)
- 2011—2014 - Bara no Josephine (historia por Kaoru Ochiai)